# Consell General de Sena i Marne
El Consell General de Sena i Marne és l'assemblea deliberant executiva del departament francès de Sena i Marne a la regió d'Illa de França. La seva seu es troba a Melun. Des de 2004, el president és Vincent Eblé (PS)

## Antics presidents del Consell
- 1817 - François de Jaucourt
- 1921 - 1923 Abel-Frédéric Prouharam
- 1967 - 1979 Étienne Dailly
- 1979 - 1982 Jacques Roynette
- 1982 - 1992 Paul Séramy
- 1992 - 2004 Jacques Larché
- 2004 - 2004 Jean-Jacques Hyest
- des de 2004 Vincent Eblé

## Composició
El març de 2011 el Consell General de Sena i Marne era constituït per 43 elegits pels 43 cantons de Sena i Marne.
| Partit                        | Sigles | Electes |
| ----------------------------- | ------ | ------- |
| Majoria (23 escons)           |        |         |
| Partit Socialista             | PS     | 16      |
| Europa Ecologia-Els Verds     | EELV   | 1       |
| Divers gauche                 | DVG    | 3       |
| Partit Comunista Francès      | PCF    | 2       |
| PG                            | PG     | 1       |
| Oposició (20 escons)          |        |         |
| Unió pel Moviment Popular     | UMP    | 19      |
| Divers droite                 | DVD    | 1       |
| President del Consell General |        |         |
| Vincent Eblé (PS)             |        |         |